# Maitena

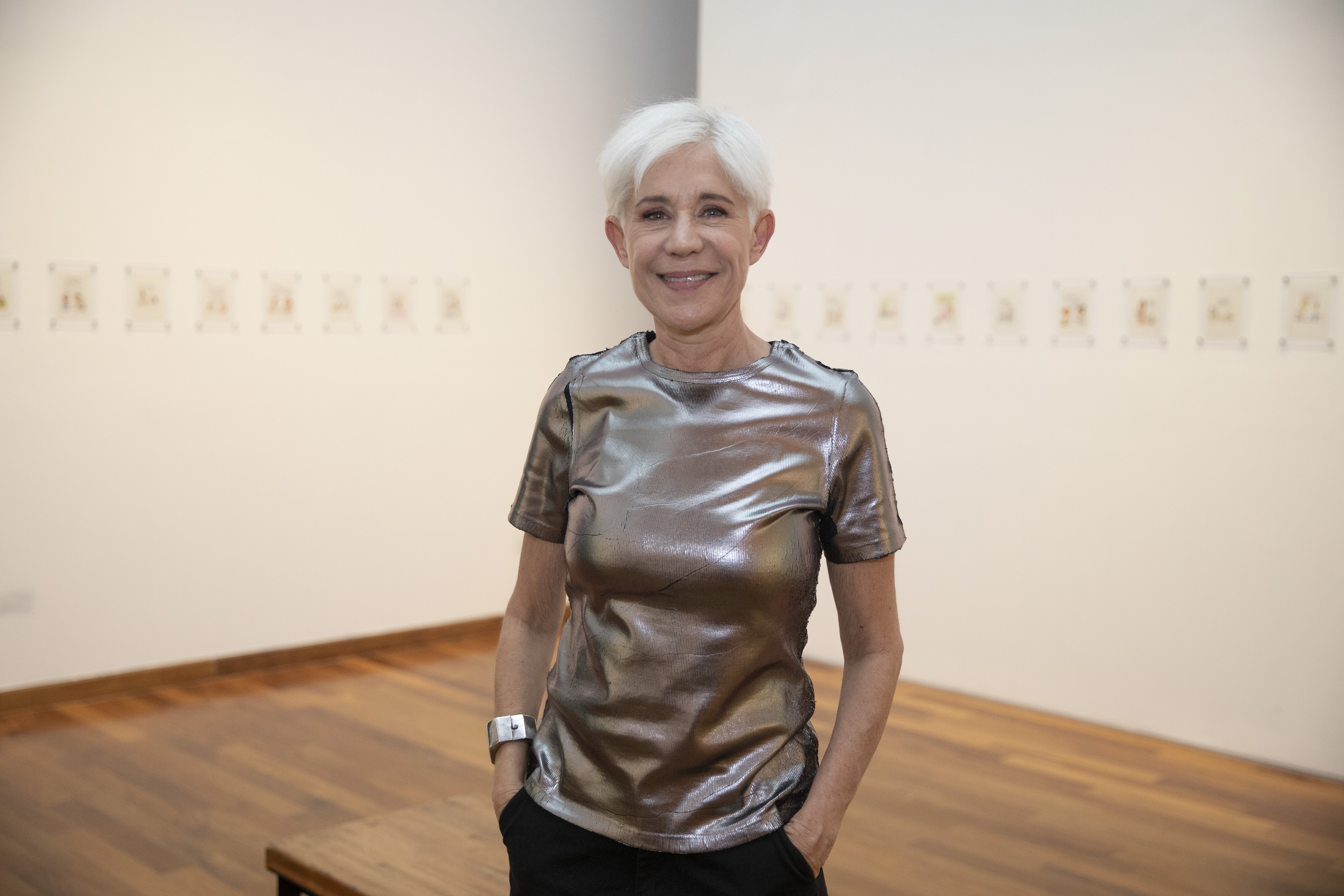
Maitena im Jahr 2022

Maitena Burundarena (* 19. Mai 1962 in Buenos Aires), Künstlername Maitena, ist eine argentinische Cartoonistin.

## Leben
Maitena Burundarena ist baskischer Abstammung von Seiten ihres Vaters Carlos Burundarena, der im Jahr 1981, in einer späten Phase der argentinischen Militärdiktatur, das Amt des Ministers für Kultur und Bildung innehatte, und polnischer Abstammung von Seiten ihrer Mutter. Sie wuchs mit sechs Geschwistern in einem Vorort von Buenos Aires auf.
Sie ist verheiratet mit Daniel Kon, dem Manager der argentinischen Rockband Soda Stereo und hat drei Kinder.

## Schaffen

### Erste Arbeiten
Als Autodidaktin zeichnete sie erste erotische Comics für die argentinischen Zeitschriften Sex Humor, Fierro, Humor und Cerdos y Peces. In Europa erschienen erste Arbeiten in der spanischen Zeitschrift Makoki (Barcelona). Sie arbeitete als Illustratorin für Zeitungen und Zeitschriften sowie für Schulbücher. Außerdem schrieb sie Drehbücher für das Fernsehen, betrieb ein Restaurant und eine Bar.

### Comic-Serien
Ihre erste Comicstreifen-Serie mit dem Titel Flo erschien in der Tageszeitung Tiempo Argentino. In Buchform erschien später eine Sammlung der ersten Arbeiten unter dem Titel Y en este rincón, las mujeres bei Ediciones de la Flor.
Die Frauenzeitschrift Para Ti nahm Maitena 1994 für eine wöchentliche Humorseite unter Vertrag. So entstand die Comic-Serie Mujeres alteradas, die später in mehreren Ländern Lateinamerikas und Europa sehr erfolgreich veröffentlicht wurde, u. a. seit 1999 in El País Semanal, der Sonntagsbeilage zur spanischen Tageszeitung El País. Dafür wurde die Sprache an das spanische Spanisch angepasst.
In Buchform erschienen Sammlungen dieser Streifen in Spanien und Lateinamerika und wurden in mehr als zwölf Sprachen übersetzt, auf Deutsch 2005 unter dem Titel Wunderbare Weibsbilder.
Im Zeitraum zwischen 1998 und 2003 veröffentlichte Maitena einen täglichen Comicstreifen unter dem Titel Superadas in der Rubrik Humor der argentinischen Tageszeitung La Nación. Die Comicstreifen wurden in verschiedenen anderen in- und ausländischen Zeitungen nachgedruckt und im Jahre 2002 in Buchform (Superadas 1-3) veröffentlicht.
In Curvas Peligrosas 1 y 2 sind die Zeichnungen aus der Sonntagsausgabe der argentinischen Zeitung La Nación versammelt.

### Roman
Im August 2011 erschien Rumble, ihr erster Roman. Er trägt autobiografische Züge und erzählt die Geschichte eines jungen Mädchens in den 70er Jahren in Argentinien.

## Werke
Auf Spanisch
- Y en este rincón, las mujeres. Ediciones de la flor, 1992.
- Mujeres alteradas 1. Editorial Atlantida, Buenos Aires 1994, ISBN 950-08-1343-2.
- Mujeres alteradas 2. Editorial Atlantida, Buenos Aires 1995, ISBN 950-08-1524-9.
- Mujeres alteradas 3. Editorial Atlantida, Buenos Aires 1997, ISBN 950-08-2396-9.
- Mujeres alteradas 4. Editorial Atlantida, Buenos Aires 1999, ISBN 950-08-2112-5.
- Mujeres alteradas 5. Lumen, Barcelona 2002, ISBN 84-264-4610-8.
- Curvas Peligrosas 1. Lumen, Barcelona 2004, ISBN 84-264-1471-0.
- Curvas Peligrosas 2. Lumen, Barcelona 2005, ISBN 84-264-1523-7.
- Superadas 1. RqueR Editorial, Barcelona 2002, ISBN 84-932721-0-8.
- Superadas 2. RqueR Editorial, Barcelona 2003, ISBN 84-933263-3-X.
- Superadas 3. RqueR Editorial, Barcelona 2006, ISBN 84-934727-3-5.
- Todo Superadas. Lumen, Barcelona 2006, ISBN 950-07-2881-8.
- Todas las mujeres alteradas. Lumen, Barcelona 2006, ISBN 84-264-1590-3.
- Rumble. Lumen, Madrid 2011, ISBN 978-84-264-2022-0.

Auf Deutsch
- Superadas. Ullstein Verlag, München 2003, ISBN 3-548-25806-9.
- Wunderbare Weibsbilder. Lappan Verlag, Oldenburg 2005, ISBN 3-8303-3117-7.